# MCW Rage Television Championship
L'MCW Rage Television Championship è un titolo secondario della MCW Pro Wrestling. È nato nel 2001, ritirato nel 2006 ma è stato poi riattivato nel 2009.

## Albo d'oro
| Gregory Martin                                                                         | 1               | 12 febbraio 2001  | Martin sconfisse Ronnie Zukko in una finale del torneo.                              |
| Martin lasciò la federazione e il titolo venne reso vacante.                           |                 |                   |                                                                                      |
| Billy Redwood                                                                          | 1               | 28 aprile 2002    | Sconfisse Ronnie Zukko per il titolo vacante.                                        |
| Julio Dinero                                                                           | 1               | 18 luglio 2001    |                                                                                      |
| Marcus Jordan                                                                          | 1               | 2 novembre 2001   |                                                                                      |
| 2-Dope                                                                                 | 1               | 9 novembre 2001   |                                                                                      |
| Marcus Jordan                                                                          | 2               | 10 novembre 2001  |                                                                                      |
| Romeo Valentino                                                                        | 1               | 22 maggio 2002    |                                                                                      |
| Joey Mercury                                                                           | 1               | 29 gennaio 2003   |                                                                                      |
| Doug Delicious                                                                         | 1               | 15 maggio 2003    |                                                                                      |
| Il titolo venne ritirato il 16 luglio 2003 in seguito alla chiusura della federazione. |                 |                   |                                                                                      |
| La MCW riaprì i battenti nel febbraio 2006.                                            |                 |                   |                                                                                      |
| Josh Daniels                                                                           | 1               | 22 luglio 2006    | Daniels sconfisse Eddie Edwards, Danny Jaxx e Quenaan Creed in un Fatal 4-Way.       |
| Danny Jaxx                                                                             | 1               | 10 settembre 2006 | Titolo vacante nel 2006                                                              |
| Jason Static                                                                           | 1º gennaio 2007 |                   | Sconfisse Norman Smiley per il titolo vacante.                                       |
| Tyler Hilton                                                                           | 1               | 25 febbraio 2007  | Il titolo venne reso vacante. Così, Hilton sconfisse Danny Jaxx, vincendo il titolo. |
| Chad Bowman                                                                            | 1               | 25 marzo 2007     |                                                                                      |
| Tyler Hilton                                                                           | 2               | 6 maggio 2007     |                                                                                      |
| Pat Brink                                                                              | 1               | 9 settembre 2007  |                                                                                      |
| Tyler Hilton                                                                           | 3               | 26 dicembre 2007  |                                                                                      |
| Titolo ritirato.                                                                       |                 |                   |                                                                                      |
| Qeenan Creed                                                                           | 1               | 11 aprile 2009    | Sconfiggendo Cobian nella finale del torneo che riassegnava il titolo.               |
| Adam Carelle                                                                           | 1               | 7 agosto 2009     |                                                                                      |
| Ryan McBride                                                                           | 1               | 26 dicembre 2009  |                                                                                      |
| Adam Carelle                                                                           | 2               | 27 febbraio 2010  |                                                                                      |
| Cobian                                                                                 | 1               | 31 luglio 2010    |                                                                                      |
| Ronnie Zukko                                                                           | 1               | 1º aprile 2011    |                                                                                      |
| Oliver Grimsley                                                                        | 1               | 29 ottobre 2011   |                                                                                      |
| Chris Clow                                                                             | 1               | 30 dicembre 2011  |                                                                                      |
| Alexander James                                                                        | 1               | 6 aprile 2012     |                                                                                      |